# ŽOK Luka Bar
ŽOK Luka Bar är en volleybollklubb från Bar, Montenegro. Klubben grundades 1992. Dess namn kommer från ortens hamn (hamn är "luka" på montenegrinska), som bildade klubben. Klubben har blivit montenegrinska mästare tio gånger och vunnit montenegrinska cupen sju gånger.